# Borna Sosa
Borna Sosa (* 21. Januar 1998 in Zagreb) ist ein kroatisch-deutscher Fußballspieler, der bei Crystal Palace unter Vertrag steht und für die kroatische Nationalmannschaft spielt.

## Leben
Sosas Großvater wanderte aus Kroatien nach Deutschland aus, wo er 40 Jahre lang eine Isoliertechnikfirma in Ulm führte. Sosas Mutter ist in Deutschland geboren und aufgewachsen, sein Vater arbeitete ebenfalls in der Firma seines Großvaters. Sosa selbst kam in Zagreb zur Welt und wuchs dort mit einer älteren Schwester auf, hielt sich während seiner Kindheit aber öfter bei seinen Großeltern in Ulm auf. Seit 2021 besitzt er neben seiner kroatischen auch die deutsche Staatsbürgerschaft. Für die Einbürgerung gab er persönliche Gründe an.

## Karriere

### Verein
Für Dinamo Zagreb debütierte Sosa in der 1. HNL am 7. März 2015 gegen NK Zagreb. Am Ende der Spielzeiten 2014/15 und 2015/16 feierte er mit Dinamo jeweils das Double. Am 10. Mai 2016 war er beim Sieg im Endspiel des Kroatischen Fußballpokals gegen NK Slaven Belupo Koprivnica über die volle Spieldistanz im Einsatz. Daraufhin eroberte er auf der linken Abwehrseite von Dinamo Zagreb dauerhaft einen Stammplatz.
Der VfB Stuttgart gab am 14. Mai 2018 die Verpflichtung von Borna Sosa zur Saison 2018/19 bekannt, nachdem der Spieler beim schwäbischen Klub einen Vertrag mit einer Laufzeit bis Juni 2023 unterzeichnet hatte. Am 27. November 2020 verlängerte er beim VfB bis Juni 2025.
Am 1. September 2023 wechselte Sosa zu Ajax Amsterdam.
Zur Spielzeit 2024/25 wechselte Sosa von Ajax Amsterdam zum FC Turin per Leihe mit anschließender Kaufoption.
Im Sommer 2025 wechselte er zu Crystal Palace und unterschrieb dort einen Vertrag bis 2028.

### Nationalmannschaft
2012 debütierte Sosa gegen eine Bayern-Auswahl für die kroatische U-14-Nationalmannschaft. Er steuerte mit der U-19-Nationalmannschaft von Kroatien zur Qualifikation für die U-17-Europameisterschaft 2015 im Oktober 2014 gegen Kasachstan einen Treffer bei und erreichte in der Endrunde das Viertelfinale. Wegen seiner starken Leistungen bei der U-17-EM wurde er in die Mannschaft des Turniers gewählt. Durch einen Sieg im Entscheidungsspiel gegen Italien qualifizierte Sosa sich wiederum für die U-17-Weltmeisterschaft 2015, bei der er mit Kroatien erneut in das Viertelfinale einzog.
Am 1. September 2021 debütierte Sosa für die kroatische A-Nationalmannschaft in der Qualifikation für die WM 2022 gegen Russland.
Bei der Weltmeisterschaft in Katar am Jahresende 2022 kam er fünfmal zum Einsatz und belegte mit dem kroatischen Nationalteam den dritten Platz.

## Erfolge
- Aufstieg in die Bundesliga: 2020